# Четврта француска република
Четврта француска република, званично Француска Република (фр. République française), назив је за републиканску владу Француске од 1946. до 1958. године. Четврта Република је по многим стварима представљала пређашњу Треће Република, а патила је махом од истих проблема. Службено је формирана 14. октобра 1946. усвајањем новог устава.
Четврта Република је била период великог економског раста за Француску, као и обнове друштвених институција те индустрије након Другог свјетског рата, а играла је и важну улогу у послијератном процесу европске интеграције. Најважније реформе Четврте Републике биле су управо на социјалном и економском плану. Већ је 1946. године влада организовала стабилан састав социјалне заштите који је увео осигурање за незапослене, инвалидске и старосне пензије те опште здравствено осигурање.
Како би се спријечила егзекутивна нестабилност која је била главна одлика предратне Треће Републике, било је неколико покушаја јачања егзекутиве који су ипак пропали тако да је Четврта Република у својих дванаест година постојања доживјела чак 21 промјену владе. Уз то, ниједна влада се није показала успјешном у рјешавању горућег питања деколонизације. Након серије криза, од којих је најтежа био Алжирски пуч из 1958. године, Четврта Република се урушила. Ратни побједник Шарл де Гол вратио се из пензије како би предводио прелазну владу која је добила овлашћења да донесе нови устав. Четврта Република службено је укинута након референдума у октобру 1958. године, којим је формирана Пета Република.